# Отто Шмідт-Гартунг
Отто Шмідт-Гартунг, при народженні — Отто Шмідт (нім. Otto Schmidt-Hartung; 9 лютого 1982, Вайнгайм — 19 лютого 1976, Тюбінген) — німецький офіцер, генерал-лейтенант вермахту (1 січня 1944). Кавалер Лицарського хреста Залізного хреста.

## Біографія
В 1910 році вступив на службу в Імперську армію. Учасник Першої світової війни. 31 березня 1920 року вийшов у відставку, наступного дня вступив на службу в поліцію. 16 березня 1936 року переведений у вермахт і призначений командиром 3-го батальйону 75-го піхотного полку (Фрайбург). З 10 листопада 1938 року — командир 35-го піхотного полку (Тюбінген).
Учасник Французької кампанії. Восени 1940 року полк Шмідта був моторизований. Учасник боїв на радянсько-німецькому фронті. З 5 жовтня 1941 року — командир 14-ї стрілецької бригади. Через декілька тижнів за станом здоров'я здав командування і був відправлений у резерв фюрера. З 2 лютого 1943 року — комендант 520-ї польової комендатури (Антверпен). З 20 травня по серпень 1944 року — комендант 564-го головного з'єднувального штабу (Тулуза), після чого знову відправлений у резерв. З середини листопада 1944 року — командувач оперативною зоною «Альпи» в Північній Італії. 2 травня 1945 року потрапив у полон, звільнений 30 липня 1948 року.

## Сім'я
5 липня 1921 року одружився з Еммі Гартунг і взяв об'єднане прізвище.

## Нагороди
- Залізний хрест 2-го і 1-го класу
- Орден Церінгенського лева, лицарський хрест 2-го класу з мечами
- Нагрудний знак «За поранення» в золоті
- Почесний хрест ветерана війни з мечами
- Медаль «За вислугу років у Вермахті» 4-го, 3-го, 2-го і 1-го класу (25 років)
- Медаль «У пам'ять 1 жовтня 1938»
- Застібка до Залізного хреста 2-го і 1-го класу
- Лицарський хрест Залізного хреста (29 червня 1940)